# Makrynóros
Makrynóros är en bergskedja i Grekland.   Den ligger i prefekturen Nomós Aitolías kai Akarnanías och regionen Västra Grekland, i den centrala delen av landet, 250 km nordväst om huvudstaden Aten.